# Мадиче (Тренто)
Мадиче је насеље у Италији у округу Тренто, региону Трентино-Јужни Тирол.
Према процени из 2011. у насељу је живело 110 становника. Насеље се налази на надморској висини од 637 м.